# Baudrières
Baudrières é uma comuna francesa na região administrativa de Borgonha-Franco-Condado, no departamento Saône-et-Loire. Estende-se por uma área de 27,31 km². Em 2010 a comuna tinha 973 habitantes (densidade: 35,6 hab./km²).